# Jasper Hamelink

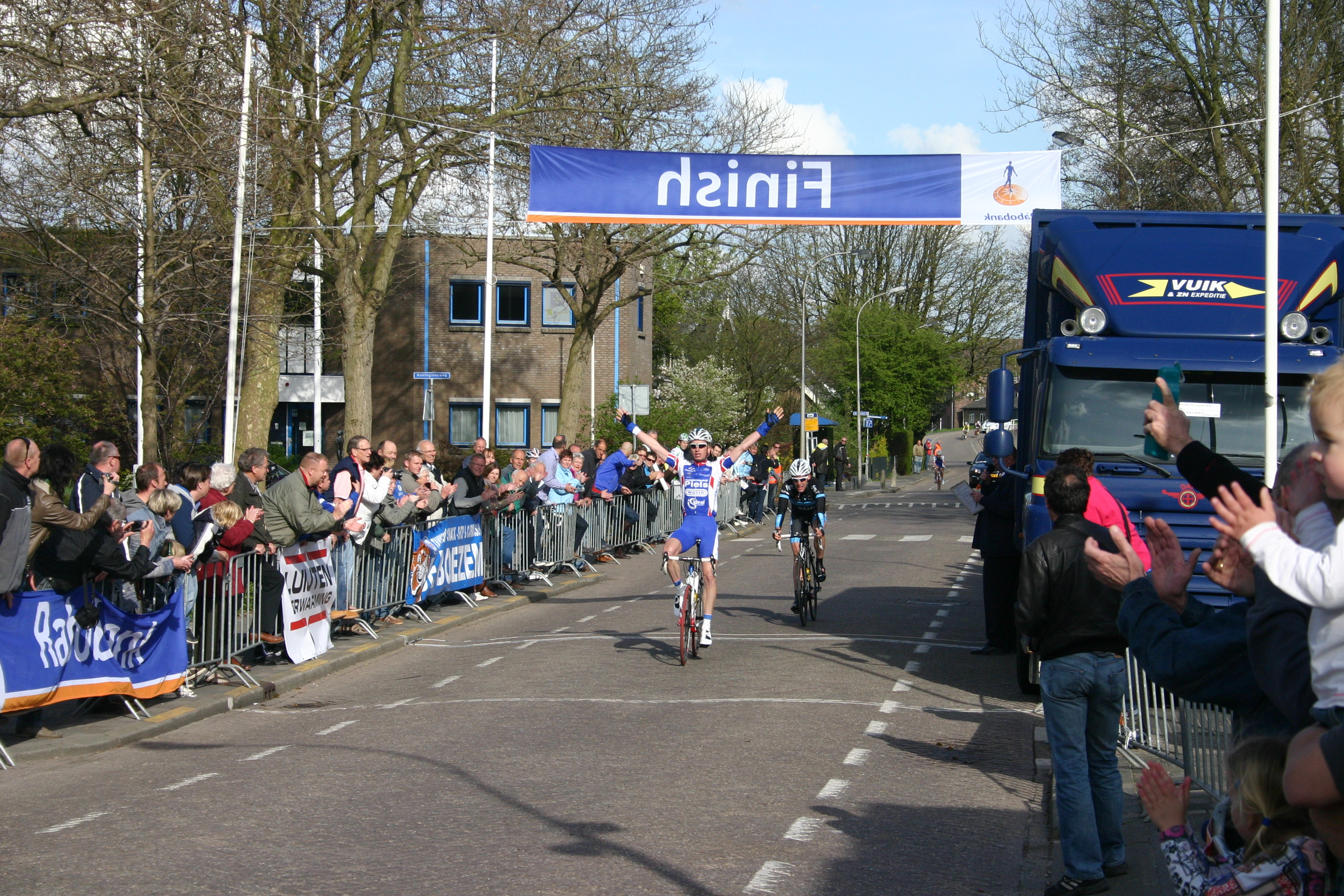
Jasper Hamelink 2012

Jasper Hamelink (* 12. Januar 1990 in Zwolle) ist ein ehemaliger niederländischer Radrennfahrer.

## Sportlicher Werdegang
Hamelink gewann 2008 in der Juniorenklasse die Omloop van de Veenkoloniën und er wurde Zweiter in der Gesamtwertung beim West-Brabantse Pijl.
Im Erwachsenenbereich wurde Hamelink 2011 niederländischer Vizemeister im Einzelzeitfahren der U23-Klasse. Von 2011 bis 2014 fuhr Hamelink für das Cyclingteam Jo Piels, ein UCI Continental Team. In der ersten Saison dort gewann er das Einzelzeitfahren bei der Tour de Berlin. Außerdem wurde er erneut Zweiter bei der Zeitfahrmeisterschaft. Zum Jahresende 2012 fuhr er als Stagiaire für das UCI ProTeam Vacansoleil-DCM, eine Profi-Vertrag kam jedoch nicht zustande.
Zur Saison 2015 wechselte Hamelink zum Metec-TKH Continental Cyclingteam, für das er 2016 die Bergwertung der Tour du Loir-et-Cher und eine Etappe des Course de la Solidarité Olympique gewann. Weitere zählbare Erfolge gelangen ihm in den Folgejahren nicht mehr. Nachdem er 2019 noch eine Saison auf Vereinsebene fuhr, beendete er nach der Saison 2019 im Alter von 29 Jahren seine Karriere als Radrennfahrer.

## Erfolge
2011
- eine Etappe Tour de Berlin

2014
- Mannschaftszeitfahren Olympia’s Tour

2016
- Bergwertung Tour du Loir-et-Cher
- eine Etappe Course de la Solidarité Olympique